# Ле Презе-Пендосо (Сондрио)
Ле Презе-Пендосо је насеље у Италији у округу Сондрио, региону Ломбардија.
Према процени из 2011. у насељу је живело 355 становника. Насеље се налази на надморској висини од 948 м.